# (74341) 1998 VP22
(74341) 1998 VP22 – planetoida z pasa głównego asteroid okrążająca Słońce w ciągu 4,32 lat w średniej odległości 2,65 j.a. Odkryta 10 listopada 1998 roku.